# Шоколадний торт
Шоколадний торт (англ. chocolate cake) або шоколадне ґато (англ. chocolate gâteau) (від фр. gâteau au chocolat  ) — це кейк (торт), приправлений розтопленим шоколадом, какао-порошком або тим і іншим.

## Історія

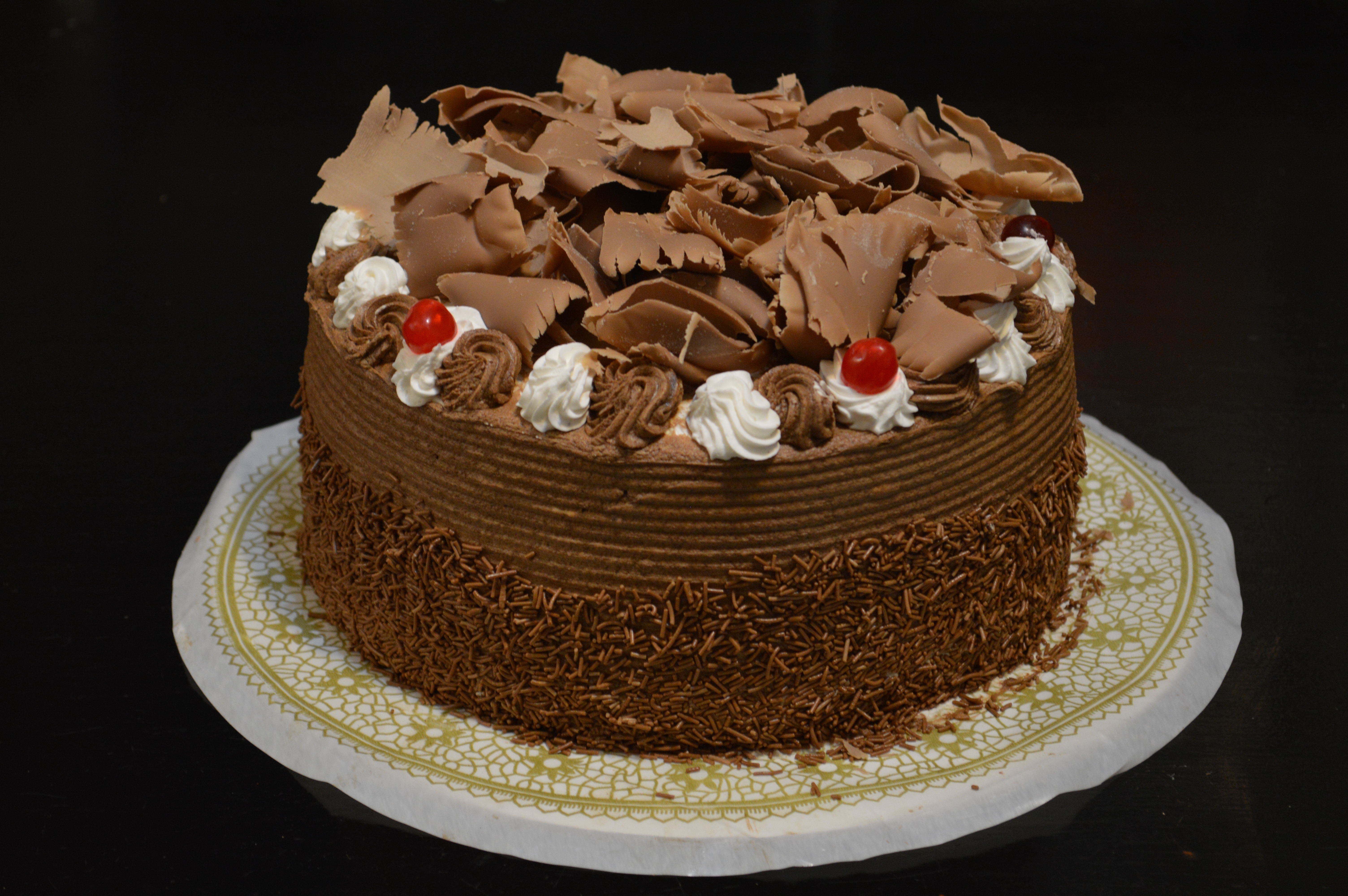
Двошаровий шоколадно-трюфельний торт

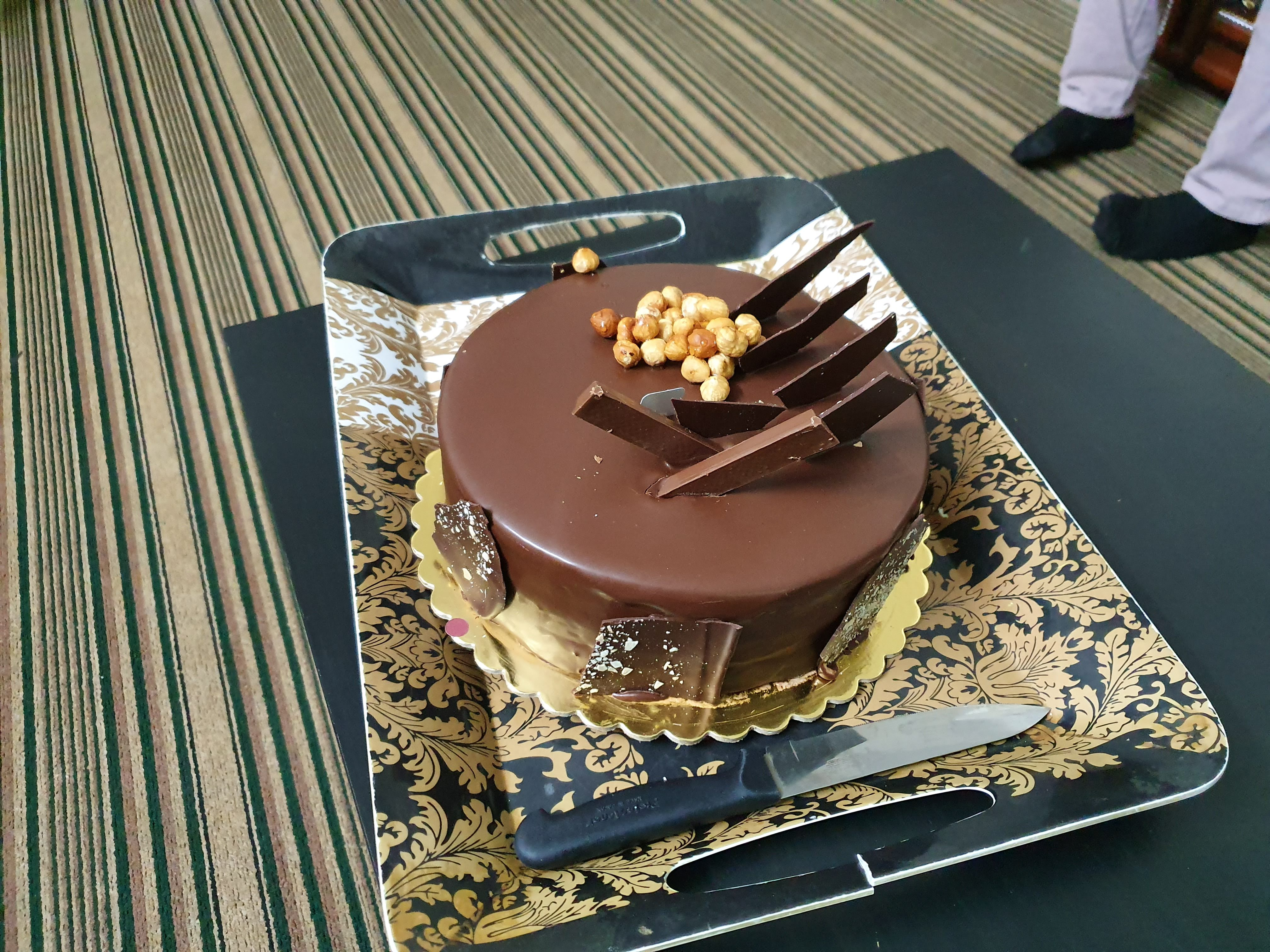
Коричневий шоколадний торт

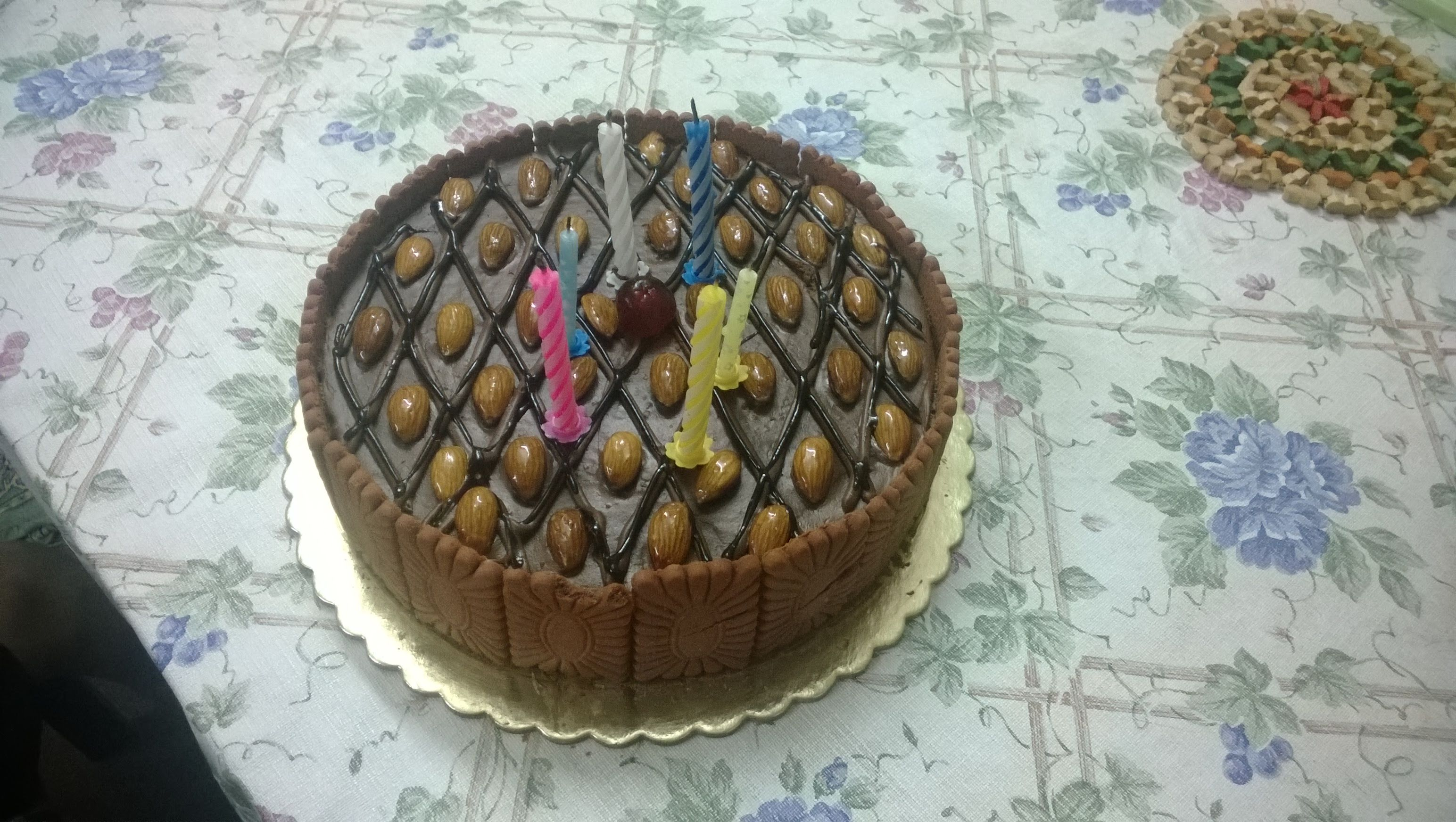
Чорний шоколадний торт з мигдалем і печивом навколо нього

Шоколадний торт готується з шоколадом. Він також може включати інші інгредієнти . До них відносяться фадж, ванільний крем та інші підсолоджувачі. Історія шоколадного торта сягає корінням в 17 століття, коли какао-порошок з Америки був доданий до традиційних рецептів тортів . У 1828 році Коенраад ван Хоутен з Нідерландів розробив метод механічної екстракції жиру з какао-тертого, в результаті чого одержували какао-масло та частково знежирене какао, ущільнену масу твердих речовин, яку можна було продавати як «камінь какао» або подрібнити в порошок . Ці процеси перетворили шоколад із ексклюзивної розкоші на недорогу щоденну закуску . У 1879 році Родольф Ліндт розробив процес виготовлення більш шовковистого та гладкого шоколаду під назвою «коншування», який полегшив випікання з шоколадом, оскільки він гладко та повністю змішується з тістом для торта . До 1890-1900 років рецепти з шоколаду були здебільшого для шоколадних напоїв , а його присутність у тістечках була лише в начинках і глазурі . У 1886 році американські кухарі почали додавати шоколад у тісто для кейків (тортів), щоб зробити перші шоколадні кейки в США .
Компанія Duff Company з Піттсбурга, виробник меляси, представила готові суміші для шоколадних кейків Devil's food у середині 1930-х років, але впровадження було призупинено під час Другої світової війни. Duncan Hines представив «Three Star Special» (так названий тому, що білий, жовтий або шоколадний кейк можна було приготувати з однієї суміші) був представлений через три роки після сумішей для кейків від General Mills і Duncan Hines, і захопив 48 відсотків ринку .
У США кейки «шоколадний декаданс» були популярні в 1980-х роках; у 1990-х роках популярними були маленькі тістечка з розплавленого шоколаду з рідкою шоколадною серединкою (типу шоколадний фондан) та шоколадні цукерки з екзотичними смаками, такими як чай, каррі, червоний перець, маракуйя та шампанське. Шоколадні лаунжі та крафтові виробники шоколаду були популярні в 2000-х роках . Насичені шоколадні тістечка без борошна «тепер є стандартом у сучасних кондитерських », згідно з The New Taste of Chocolate у 2001 році .

## Види тортів

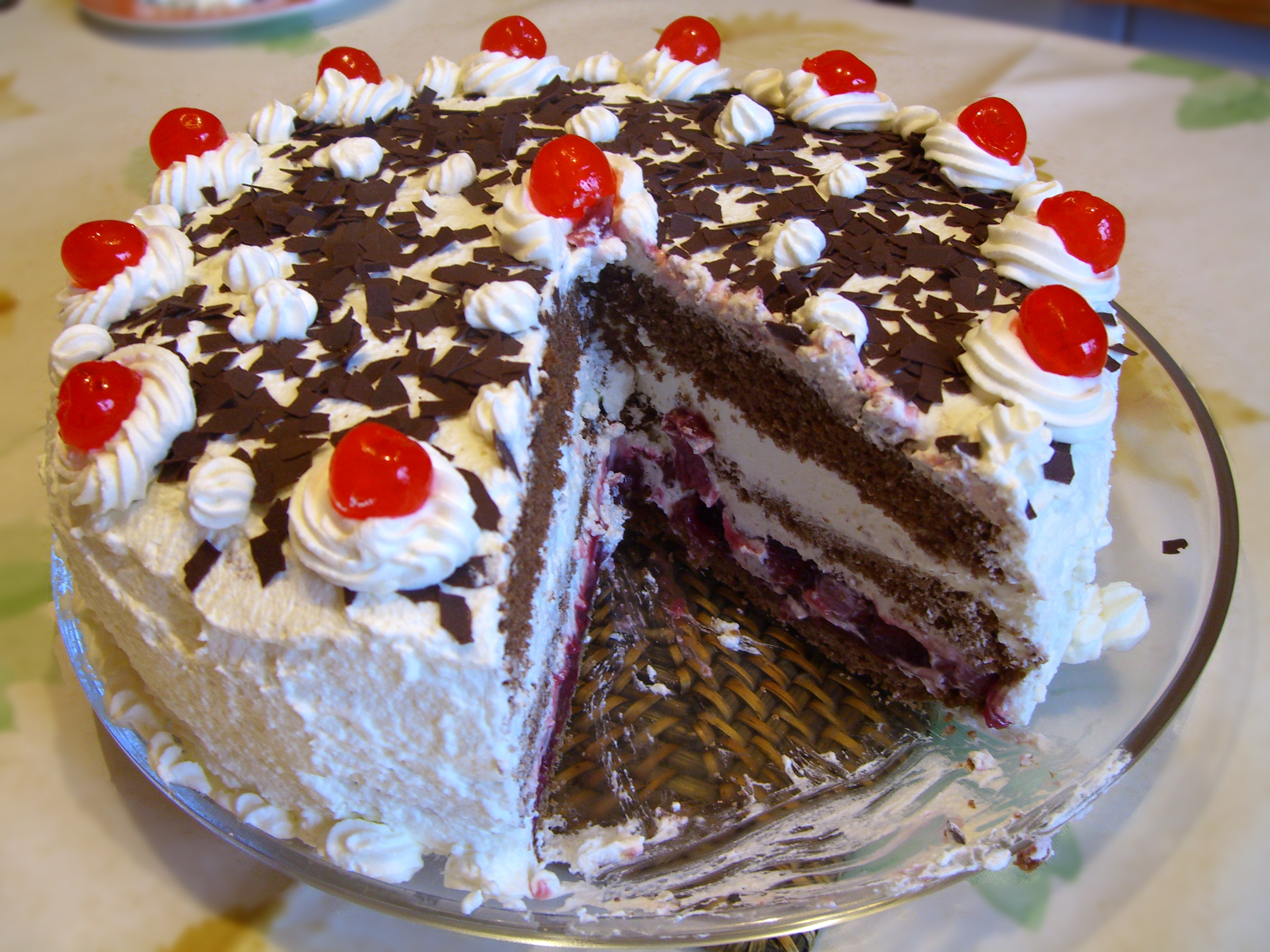
Торт Шварцвальд

Популярні варіанти шоколадного торта включають:
- Шоколадний торт "Традиційний".
- Шоколадний багатошаровий торт – Торт, виготовлений із складених шарів торта, скріплених начинкою
- Торт Шварцвальд (Black Forest gateau) – Шоколадний бісквіт з вишневою начинкою
- Торт Блекаут (Blackout cake) – Шоколадний торт з пудингом
- Суфле (Chocolate soufflé cake) – Страва на основі яєць
- Devil's food cake – Вологий, повітряний, насичений шоколадний торт
- Ding Dong – Маленьке шоколадне тістечко розміром з хокейну шайбу
- Flourless chocolate cake – Шоколадно-заварний торт
- Торт фадж (Fudge cake) – Шоколадний торт, консистенція якого нагадує помадку
- Гараш (Garash cake) – Болгарський шоколадно-горіховий торт
- German chocolate cake – Багатошаровий шоколадний торт
- Joffre cake – Шоколадний багатошаровий кейк з сколотин
- Molten chocolate cake – десерт
- Червоний оксамит (торт) (Red velvet cake) – Червонуватий шоколадний торт з глазур’ю з вершкового сиру
- Захер (торт) (Sachertorte) – Шоколадний торт винайшов Франц Захер
- Шоколадний швейцарський рулет – бісквітний рулет, наповнений джемом, кремом або глазур’ю